# Châtillon-la-Palud
Châtillon-la-Palud ist eine französische Gemeinde mit 1.675 Einwohnern (Stand: 1. Januar 2022) im Département Ain in der Region Auvergne-Rhône-Alpes. Sie gehört zum Kanton Ceyzériat im Arrondissement Bourg-en-Bresse. Die Einwohner werden Chatillonais genannt.

## Geographie
Die Gemeinde Châtillon-la-Palud liegt im Südosten der seenreichen 'Landschaft Dombes am Fluss Ain, etwa 25 Kilometer südlich von Bourg-en-Bresse in der historischen Provinz Bresse. Nachbargemeinden von Châtillon-la-Palud sind Villette-sur-Ain im Norden, Saint-Maurice-de-Rémens im Osten und Südosten, Villieu-Loyes-Mollon im Süden, Crans im Westen und Südwesten sowie Chalamont im Westen und Nordwesten.

## Bevölkerungsentwicklung
| Jahr                       | 1962 | 1968 | 1975 | 1982 | 1990 | 1999 | 2006 | 2014 | 2020 |
| Einwohner                  | 582  | 660  | 574  | 814  | 874  | 1074 | 1395 | 1568 | 1622 |
| Quellen: Cassini und INSEE |      |      |      |      |      |      |      |      |      |

## Sehenswürdigkeiten
- Kirche Saint-Irénée, seit 1966 Monument historique
- Kirche Saint-Georges in Bublanne
- drei Schlösser
- Wasserturm

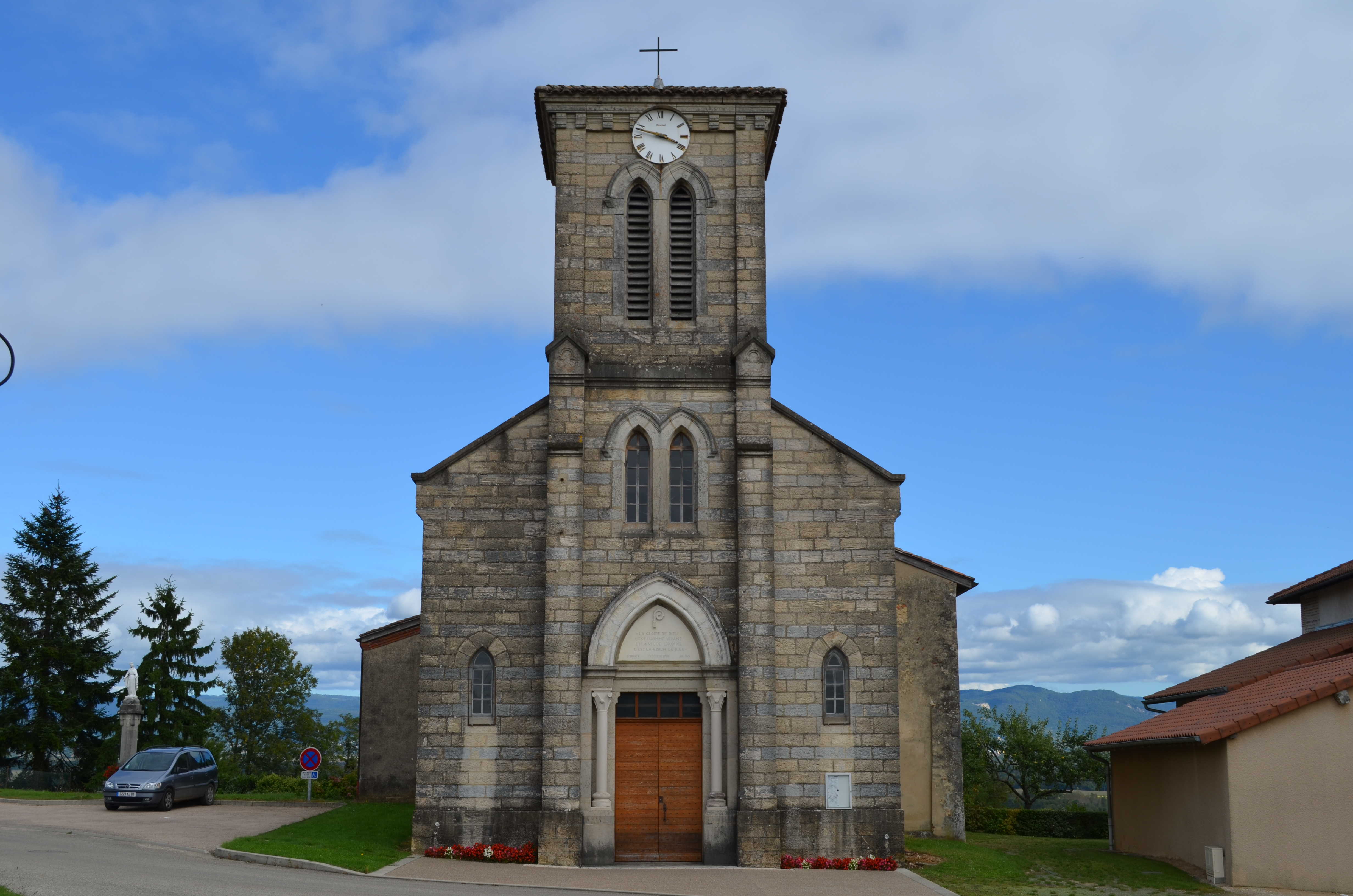
Kirche Saint-Irénée
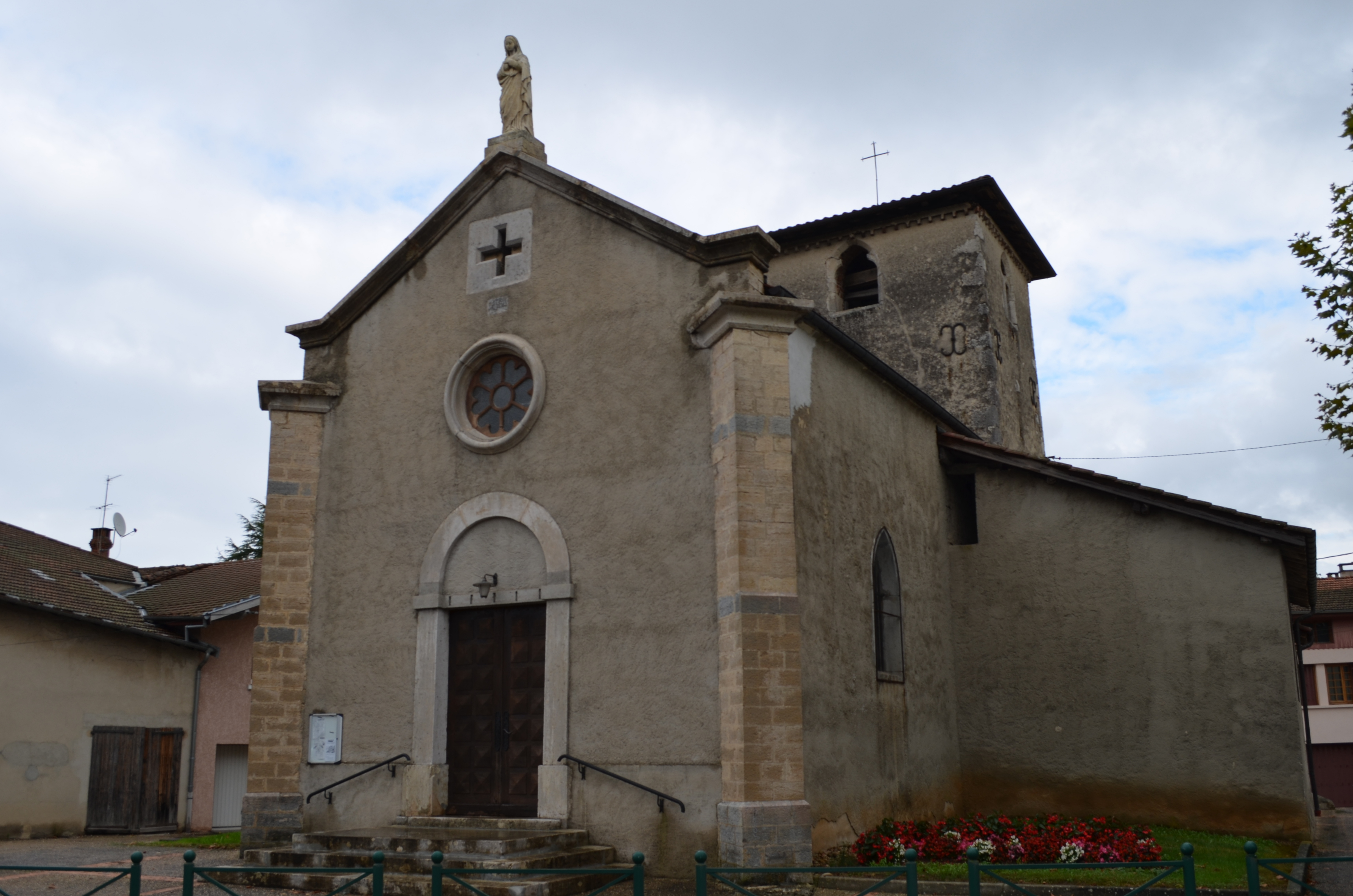
Kirche Saint-Georges
Schloss Bublanne
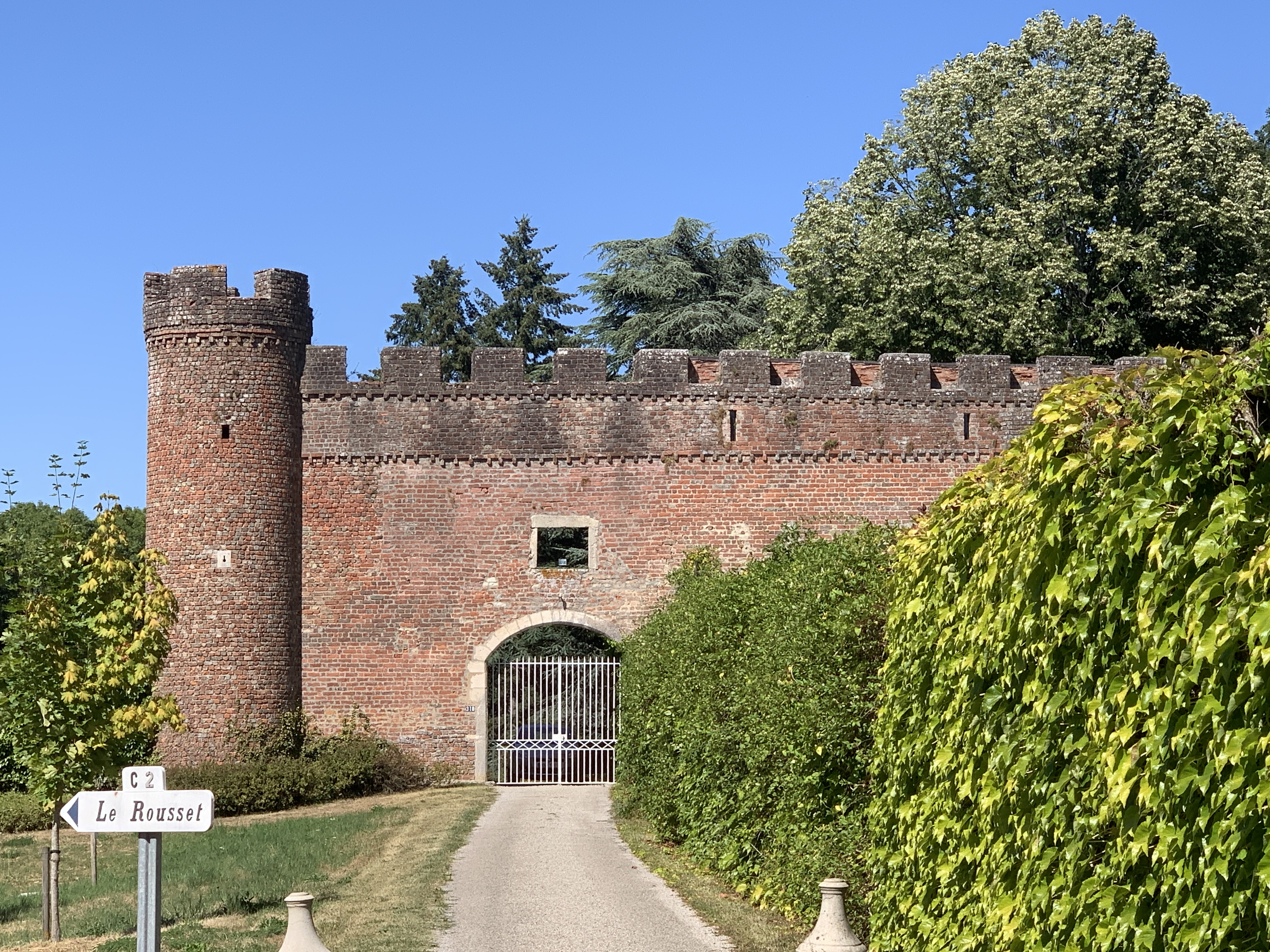
Schloss Grammont

## Gemeindepartnerschaft
Mit der deutschen Gemeinde Deisenhausen in Schwaben (Bayern) besteht seit 1988 eine Partnerschaft.

## Persönlichkeiten
- Louis de La Palud (1370/1380–1451), Kardinal, Bischof von Lausanne (1431–1433), Avignon (1433–1441) und Saint-Jean-de-Maurienne (1441–1451)